# Hollywood's Bleeding
Hollywood’s Bleeding é o terceiro álbum de estúdio do artista estadunidense Post Malone, lançado em 6 de setembro de 2019 pela Republic Records. O álbum conta com participações de DaBaby, Future, Halsey, Meek Mill, Lil Baby, Ozzy Osbourne, Travis Scott, SZA, Swae Lee e Young Thug. A produção foi realizada por Andrew Watt, BloodPop, Brian Lee, Carter Lang, DJ Dahi, Emile Haynie, Frank Dukes e o próprio Malone, entre outros.
Hollywood's Bleeding recebeu críticas geralmente positivas e estreou no topo da Billboard 200 dos Estados Unidos. É o segundo álbum de Malone número um nos EUA e foi procedido por seis singles: "Wow", "Goodbyes", "Circles", "Enemies", "Allergic" e "Take What You Want". Os três primeiros singles alcançaram o número dois, três e um na Billboard Hot 100 dos EUA, respectivamente. O álbum também inclui o single número um da Hot 100, "Sunflower", uma colaboração com o rapper estadunidense Swae Lee, da trilha sonora de Spider-Man: Into the Spider-Verse. Foi indicado para Álbum do Ano no Grammy Awards de 2021.

## Antecedentes
Apenas seis depois de lançar seu segundo álbum de estúdio, Beerbongs & Bentleys, em 5 de junho de 2018, foi divulgado que Malone estava a trabalhar em seu terceiro álbum de estúdio. Em novembro, Malone confirmou a informação e, no fim do ano, lançou "Wow". Em 28 de junho de 2019, Malone afirmou que havia finalizado a gravação de Hollywood's Bleeding.

## Singles
"Wow", o primeiro single do álbum, foi lançado em 24 de dezembro de 2018. Produzida por Louis Bell e Frank Dukes, alcançou a segunda posição da Billboard Hot 100.
"Goodbyes", segundo single do álbum com participação de Young Thug, foi lançado em 5 de julho de 2019.  Produzida por Brian Lee e Louis Bell, alcançou a terceira posição da Billboard Hot 100.
"Circles", terceiro single do álbum, foi lançado em 30 de agosto de 2019. Produzida por Malone, Louis Bell, Frank Dukes e Emile Haynie, alcançou a primeira posição na Billboard Hot 100, mantendo-se por três semanas não consecutivas no topoe tornando-se o quarto êxito nº 1 de Malone na principal parada dos EUA, depois de "rockstar", "Psycho" e "Sunflower".
"Allergic", promovida como quarto single do álbum, foi enviada para as rádios em 24 de setembro de 2019.

## Alinhamento de faixas
Os créditos abaixo foram adaptados da Apple Music e do Tidal.
| N.º            | Título                                                           | Compositor(es)                                                                       | Produtor(es)                            | Duração |  |
| 1.             | "Hollywood's Bleeding"                                           | Austin Post, Louis Bell, Brian Lee, Billy Walsh, Carter Lang                         | Bell, Lee                               | 2:36    |  |
| 2.             | "Saint-Tropez"                                                   | Post, Adam Feeney, Jahaan Sweet, Nima Jahanbin, Paimon Jahanbin, Bell, Walsh         | Frank Dukes, Sweet, Wallis Lane         | 2:30    |  |
| 3.             | "Enemies" (com part. de DaBaby)                                  | Post, Jonathan Kirk, Bell, Walsh                                                     | Bell                                    | 3:16    |  |
| 4.             | "Allergic"                                                       | Post, Bell, Lee, Walsh                                                               | Bell, Lee                               | 2:36    |  |
| 5.             | "A Thousand Bad Times"                                           | Post, Bell, Feeney, Walsh, Kaan Gunesberk                                            | Bell, Frank Dukes                       | 3:41    |  |
| 6.             | "Circles"                                                        | Post, Feeney, Walsh, Gunesberk, Bell                                                 | Post Malone, Frank Dukes, Bell          | 3:34    |  |
| 7.             | "Die for Me" (com part. de Future e Halsey)                      | Post, Nayvadius Wilburn, Ashley Frangipane, Bell, Andrew Watt, Happy Perez, Walsh    | Bell, Watt, Happy Perez                 | 4:05    |  |
| 8.             | "On the Road" (com part. de Meek Mill e Lil Baby)                | Post, Robert Williams, Dominique Jones, Bell, Nick Mira, Walsh, Tavoris Hollins, Jr. | Bell                                    | 3:38    |  |
| 9.             | "Take What You Want" (com part. de Ozzy Osbourne e Travis Scott) | Post, John Osbourne, Jacques Webster, Bell, Watt, Walsh                              | Bell, Watt                              | 3:49    |  |
| 10.            | "I'm Gonna Be"                                                   | Post, Bell, Walsh                                                                    | Bell                                    | 3:20    |  |
| 11.            | "Staring at the Sun" (com part. de SZA)                          | Post, Solána Rowe, Bell, Feeney, Wals, Matt Tavares                                  | Post Malone, Bell, Frank Dukes, Tavares | 2:48    |  |
| 12.            | "Sunflower (Spider-Man: Into the Spider Verse)" (com Swae Lee)   | Post, Khalif Brown, Carl Rosen, Lang, Bell, Walsh                                    | Lang, Bell                              | 2:38    |  |
| 13.            | "Internet"                                                       | Post, Kanye West, Dacoury Natche, Bell                                               | Post Malone, DJ Dahi, BloodPop, Bell    | 2:03    |  |
| 14.            | "Goodbyes" (com part. de Young Thug)                             | Post, Jeffery Williams, Lee, Bell, Walsh, Val Blavatnik, Jessie Foutz                | Lee, Bell                               | 2:56    |  |
| 15.            | "Myself"                                                         | Post, Josh Tillman, Bell, Feeney, Emile Haynie                                       | Post Malone, Bell, Frank Dukes, Haynie  | 2:38    |  |
| 16.            | "I Know"                                                         | Post, Bell, Walsh                                                                    | Post Malone, Bell                       | 2:21    |  |
| 17.            | "Wow"                                                            | Post, Bell, Feeney, Walsh                                                            | Bell, Frank Dukes                       | 2:29    |  |
| Duração total: | Duração total:                                                   | Duração total:                                                                       | Duração total:                          | 50:56   |  |

Notas
- "Wow" é estilizada como "Wow."
- "Internet" contém vocais de apoio de BloodPop.